# Mesochorus velatus
Mesochorus velatus là một loài tò vò trong họ Ichneumonidae.